# 桂文楽 (4代目)
4代目 桂 文楽（かつら ぶんらく、天保9年11月10日（1838年12月26日） - 明治27年（1894年）1月28日）は、主に明治期に活躍した落語家。本名、新井文三。
初めは天狗連で鶴丸亭小きんと名乗っていた。4代目桂文治門下に入って文七から文鏡となる。その後幇間に転じ、松廼家文三、松廼家〆寿、荻江文三と名乗って新富町の遊廓や吉原で活動していたが、後に落語家復帰し6代目桂文治門で1868年ころに4代目文楽襲名。
口癖で「デコデコ」とよく言っていたため、「デコデコの文楽」と呼ばれた。
人情噺が得意で、『音羽丹七』は絶品であったという。他にも得意ネタには『居残り佐平次』『たちきり』などがあった。
特異なポーズ（両手のこぶしをしっかり握りしめ、自己の前に甲を下にして置く）を崩さずに噺を続けていたことで知られた。
後に落語界のドンとなった5代目柳亭左楽は、デコデコの文楽に憧れて落語界に入っており、高座中のポーズも模倣していた。
1894年没。享年57。墓所は台東区桃林寺。戒名は「桂真院宜演文楽居士」。